# Pelicinus sengleti
Espèce
Pelicinus sengleti est une espèce d'araignées aranéomorphes de la famille des Oonopidae.

## Distribution
Cette espèce est endémique d'Iran. Elle se rencontre dans les provinces du Khuzestan, de Kohkiluyeh et Buyer Ahmad et du Lorestan.

## Description
Le mâle holotype mesure 2,03 mm et la femelle paratype 2,39 mm.

## Étymologie
Cette espèce est nommée en l'honneur d'Antoine Senglet.

## Publication originale
- Platnick, Dupérré, Ott, Baehr & Kranz-Baltensperger, 2012 : The Goblin Spider Genus Pelicinus (Araneae, Oonopidae), Part 1. American Museum Novitates, no 3741, p. 1-43 (texte intégral).